# Utøya

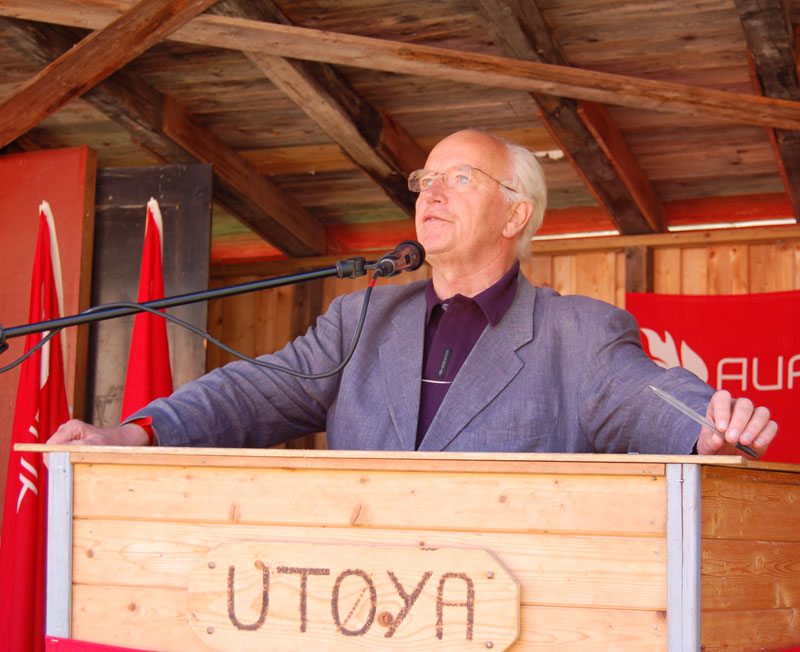
El político izquierdista Thorvald Stoltenberg en el campamento de la AUF, en Utøya (2006)

Utøya (/²ʉːtˌœʏɑ/ (escucharⓘ)) es una pequeña isla lacustre de Noruega de 0,14 km² situada en el lago Tyrifjorden, en el municipio de Hole (provincia de Viken).
Desde el año 1950 Utøya pertenece a la Liga Laborista Juvenil (Arbeidernes Ungdomsfylking, AUF), la rama juvenil del Partido Laborista Noruego, y en esta isla tiene lugar un campamento de verano. El resto del año se alquila como lugar de acampada o para eventos por la empresa Utøya AS.

## Etimología
La composición del nombre es de acuerdo con la gramática del noruego. El primer elemento ut  significa 'fuera' o 'más externo'; el último elemento øya es la forma definida de øy, que significa "isla". Utøya es la isla más al sur (o la más alejada en una especie de "salida") de tres que se encuentra en el lago de Tyrifjorden. 
Por lo tanto, el nombre se usa en referencia a su posición en relación con otras dos islas (situadas al norte de Utøya); Storøya (isla Grande) y Geitøya (isla de la Cabra). Storøya es la más septentrional, y Geitøya se encuentra entre Utøya y Storøya. Todas estas islas fueron utilizadas anteriormente para el pastoreo (como se muestra en el significado de Geitøya) por la gente de Sundvollen. Utøya está claramente relacionado con el nombre de Utvika en el lado de la costa.

## Atentado de 2011
El 22 de julio de 2011, poco después del atentado de Oslo, se produjo un tiroteo en el campamento de verano del AUF, donde se congregaban 560 jóvenes. El perpetrador del atentado de Oslo, un joven llamado Anders Breivik, se acercó a la reunión haciéndose pasar por un integrante del equipo de seguridad. Sin embargo abrió fuego contra los asistentes, matando al menos 69 jóvenes. Esto fue reafirmado por el primer ministro noruego, Jens Stoltenberg, informando al final del día que un hombre disfrazado de un oficial de policía comenzó a disparar contra el campamento de la juventud del partido de los trabajadores de Utøya donde Stoltenberg tenía originalmente programado asistir a una conferencia del partido Juvenil del Trabajador.